# Тиллис, Том
Томас Роланд «Том» Тиллис (англ. Thomas Roland «Thom» Tillis; 30 августа 1960, Джэксонвилл, Флорида) — американский политик-республиканец, представляет штат Северная Каролина в Сенате США с января 2015.

## Биография
Получил образование в Университетском колледже Мэрилендского университета (1997). Работал консультантом по вопросам управления в PricewaterhouseCoopers. Член городского совета Корнелиуса с 2003 по 2005, с 2007 по 2015 год он входил в Палату представителей Северной Каролины (спикер Палаты с 2011).
На выборах 2014 года одержал победу и был избран в Сенат США. Также Тиллис заявил о намерении переизбираться в Сенат в 2020 году.
Женат, имеет двоих детей.